# Fabrika
 (mars 2016).
Fabrika est un roman de Cyril Gély paru en 2016 aux éditions Albin Michel. 

## Résumé
Des cadavres qui disparaissent dans un hôpital à Kiev. Une « usine » à reins à Bucarest où on pratique des greffes illégales. Des jeunes filles kidnappées dans des orphelinats en Chine. Et en toile de fond, une hausse stupéfiante des cancers qui semble résulter d'un vaste trafic d'organes. Charles Kaplan, photographe de guerre, mène l'enquête. Tentatives d'assassinat, vérités effroyables... il est loin d'imaginer ce qu'il va découvrir.